# 腸管出血性大腸菌
腸管出血性大腸菌（ちょうかんしゅっけつせいだいちょうきん、enterohemorrhagic Escherichia coli：EHEC）とは、ベロ毒素 (Verotoxin; VT)、または志賀毒素 (Shigatoxin; Stx) と呼ばれている毒素を産生することで病原性を持った大腸菌である「病原性大腸菌」の一種である。このため、VTEC (ベロ毒素産生性大腸菌、Verotoxin producing E. coli) やSTEC (志賀毒素産生性大腸菌、Shiga toxin-producing E. coli) とも呼ばれる。この菌の代表的な血清型別には、O157が存在する。
この菌による感染症は、感染症の予防及び感染症の患者に対する医療に関する法律により3類感染症として指定され、確認した医師は直ちに所轄する保健所などに届け出る必要がある。

## 歴史
- 1982年 アメリカのオレゴン州やミシガン州などでハンバーガーが原因食と推定される食中毒からEscherichia coli O157:H7 (O157) が初めて検出される[2]。
- 1987年に発見されたベロ細胞を致死に至らしめる大腸菌O26の毒素が、米国の研究者によって赤痢菌の分泌する志賀菌の抗体で中和されたことから、志賀毒素産生大腸菌と呼ばれる発端となった。1982-1995年まで、Shiga-like toxin (Slt)と呼ばれていたが、1996年にShiga toxin familyとして、まとめて志賀毒素産生菌と呼ぶようになった[3]。
- 1993年には、アメリカのシアトル周辺で大規模なハンバーガー食中毒事件（ジャック・イン・ザ・ボックスの大腸菌集団感染）も発生した。[4]
- その後もアメリカ合衆国、欧州、オーストラリアなどでも集団発生が相次いで発生している。
- 日本では、1990年に埼玉県浦和市（現さいたま市）の幼稚園にて井戸水が原因とされる食中毒が発生した（園児2名が死亡）。
- 1996年 日本において、爆発的な発生が見られる。特に大阪府堺市においては小学校の学校給食で提供された食品がEscherichia coli O157:H7に汚染されていた事により、9,000人を超える集団発生が起きる（堺市学童集団下痢症）。堺市で小学生女児3名、岡山県で小学生女児2名が死亡。
- 1997年以降、毎年千数百人の医療機関を受診した患者が報告されている[1]。

## 感染経路
腸管出血性大腸菌による感染は、ベロ毒素産生性の腸管出血性大腸菌で汚染された食物などを経口摂取することによっておこる腸管感染が主体である。また、ヒトを発症させる菌数はわずか50個程度と少なく、強毒性を有するため、二次感染が起きやすく注意が必要である。また、この菌は強い酸抵抗性を示し、胃酸の中でも生残し腸に達する。

## 血清型別
大腸菌は、耐熱性菌体抗原であるO抗原160種類以上と、易熱性の鞭毛抗原であるH抗原60種類以上によって分類される。
- O抗原

ベロ毒素を産生することのあるO抗原としては、O1、O2、O5、O18、O25、O26、O55、O74、O91、O103、O104、O105、O111、O113、O114、O115、O117、O118、O119、O121、O128、O143、O145、O153、O157、O161、O165、O172などがある。そのうち、O157によるものが全体の約80%を占める。
- H抗原

上記で示したO抗原であっても、H抗原が異なる場合等はベロ毒素を産生しないものがある。
したがって、腸管出血性大腸菌などの血清型別を表記する場合には、Escherichia coli O157:H7などと表記する。
| O1:H20  | O103:H2  | O128:H2  |
| O2:H6   | O111:H-  | O128:H8  |
| O4:H10  | O114:H4  | O128:H25 |
| O5:H-   | O118:H2  | O157:H7  |
| O26:H11 | O118:H12 | O157:H-  |
| O26:H-  | O128:H-  | O163:H19 |

## 病原性
腸管出血性大腸菌は、無症状や軽度の下痢から、激しい腹痛･頻回の水様便･著しい血便（下血）などとともに重篤な合併症を起こし死に至るものまで、様々である。感染力は比較的強く他の食中毒原因菌の1⁄10〜1⁄100の100〜1000cfuの摂取で感染が成立するとされている。
- 感染患者に、性別･年齢等有意な差はない。ただし重症化しやすいのは乳幼児や小児、高齢者で、男性よりも女性のほうがやや重症化しやすい。
- 感染の機会のあった者の約半数は感染から3-8日の潜伏期[7]の後に激しい腹痛をともなう頻回の水様便となる。多くは発症の翌日ぐらいには血便または粘血便となる（出血性大腸炎）。ほかの経口感染症（サルモネラ、腸炎ビブリオなど）と比べると吐き気や嘔吐はみられないことが多く、あっても程度は軽い。発熱は一過性で軽度（37℃台）である事が多い。血便になった当初には血液の混入は少量であるが次第に増加し、典型例では大便成分の少ない血液（と粘液）がそのまま出ているような状態になる。
- 有症者の6-7%は下痢などの初発症状発現の数日-2週間（多くは5-7日後）以内に、溶血性尿毒症症候群 (Hemolytic Uremic Syndrome, HUS)、や脳症などの重篤な合併症を発症する。溶血性尿毒症症候群を発症した患者の致死率は1-5%とされている[8][9]。このほか、稀ではあるが虫垂炎や腸重積など、消化器系の合併症にも注意が必要である（ひどい場合は穿孔や壊死によって腹膜炎に進展する）。
- 重症合併症の危険因子としては、乳幼児と高齢者及び血便や腹痛の激しい症例が挙げられている[9]が、それ以外でも重症合併症が起こる可能性がある。

### 診断
症状の発症とは関係なく糞便からの病原体（腸管出血性大腸菌）の分離、分離した菌株の毒素産生性の確認または毒素遺伝子の確認。同時に毒素型、抗体型を知る事が出来ればより効果的な治療につながる。

## 治療法
症状、季節、年齢など様々な要素を考慮した診断を基にして、それに応じた対症療法が行われる。
- 下痢症状を有する場合、安静、水分の補給及び年齢・症状に応じた消化しやすい食事の摂取。
- 激しい腹痛や血便が認められ、経口摂取がほとんど不可能な場合は輸液を行う。腎機能障害の発現に注意する。
- 腸管運動抑制性の下痢止め（止瀉薬）は、腸管内容物の停滞時間を延長し、ベロ毒素の吸収を助長する危険性があるので使用しない。
- 強い腹痛に対する鎮痛剤として、ペンタゾシンの皮下注射または筋肉内注射。スコポラミン系は腸管運動を抑制するため避ける。
- 抗生物質の投与
  - 小児 - ホスホマイシン、ノルフロキサシン、カナマイシン
  - 成人 - ニューキノロン、ホスホマイシン
- 合併症（溶血性尿毒症症候群、壊死性腸炎など）を起こした場合は早急に入院する必要がある。場合によっては人工透析や手術が必要なこともある。